# Camilla Emborg
Camilla Emborg (født 1973) er en dansk journalist. 
Emborg blev student fra Horsens Statsskole i 1992 og journalist fra Danmarks Journalisthøjskole i 1999. Praktiktiden tilbragte hun på TV Danmark. Siden hun blev færdiguddannet har hun været ansat i DR som journalist, vært og redaktør på programmer som Hvad er det værd?, Rene ord for pengene, Ha' det godt, By på skrump, Generation XL, Skattejægerne, Antikduellen, Guld på Godset og senest successerien Rigtige Mænd.
I 2020 blev Camilla Emborg ansat som faktachef på Kompagniet.

## Privat
Hun har været gift med tidligere tv-vært Henrik Dahl, med hvem hun har to børn. 
Den 9. juni 2010 blev det offentliggjort, at parret skulle skilles.